# Beşiktaş Jimnastik Kulübü (andebol)
O Beşiktaş Jimnastik Kulübü (andebol), mais conhecido como Beşiktaş (lê-se Beshiktash), é um clube de andebol da cidade de Istambul, na Turquia. É uma das secções do clube eclético Beşiktaş JK e representa uma das modalidades de alto rendimento praticadas no clube.
A sua equipa profissional é uma das melhores da Turquia, sendo recordista em títulos nacionais e taças conquistadas. O Complexo Desportivo Süleyman Seba é a casa da equipa.

## Palmarés

### Títulos Nacionais
- THF Superlig Turquia (14)
  -  1980, 1981, 2005, 2007, 2009, 2010, 2011, 2012, 2013, 2014, 2015, 2016, 2017, 2018
  -  Finalista (2): 1996, 2006
- Taça da Turquia (12)
  -  1999, 2001, 2005, 2006, 2009, 2010, 2011, 2012, 2014, 2015, 2016, 2017
  -  Finalista (2): 1998, 2007
- Supertaça Turca (11)
  - 1980, 1981, 2005, 2006, 2007, 2010, 2012, 2014, 2015, 2016, 2017
  -  Finalista (4): 1999, 2001, 2011, 2013

## Recorde europeu
| Época   | Competição               | Fase           | Adversário           | Casa  | Volta | Agregado  | Referência |
| ------- | ------------------------ | -------------- | -------------------- | ----- | ----- | --------- | ---------- |
| 2016–17 | Liga dos Campeões da EHF | Fase de Grupos | HBC Nantes           | 28–33 | 19–33 | 3.º lugar | [ 1 ]      |
| 2016–17 | Liga dos Campeões da EHF | Fase de Grupos | HC Motor Zaporozhye  | 23–22 | 28–34 | 3.º lugar | [ 1 ]      |
| 2016–17 | Liga dos Campeões da EHF | Fase de Grupos | CS Dinamo București  | 29–27 | 26–26 | 3.º lugar | [ 1 ]      |
| 2016–17 | Liga dos Campeões da EHF | Fase de Grupos | Team Tvis Holstebro  | 36–27 | 25–29 | 3.º lugar | [ 1 ]      |
| 2016–17 | Liga dos Campeões da EHF | Fase de Grupos | ABC Braga            | 33–31 | 28–27 | 3.º lugar | [ 1 ]      |
| 2017–18 | Liga dos Campeões da EHF | Fase de Grupos | Sporting CP          | 26–30 | 27–34 | 3.º lugar | [ 2 ]      |
| 2017–18 | Liga dos Campeões da EHF | Fase de Grupos | Metalurg Skopje      | 32–29 | 31–27 | 3.º lugar | [ 2 ]      |
| 2017–18 | Liga dos Campeões da EHF | Fase de Grupos | Chekhovskiye Medvedi | 33–29 | 29–27 | 3.º lugar | [ 2 ]      |
| 2017–18 | Liga dos Campeões da EHF | Fase de Grupos | Montpellier          | 32–36 | 33–28 | 3.º lugar | [ 2 ]      |
| 2017–18 | Liga dos Campeões da EHF | Fase de Grupos | HC Motor Zaporozhye  | 28–28 | 22–28 | 3.º lugar | [ 2 ]      |